# Geo Davidson

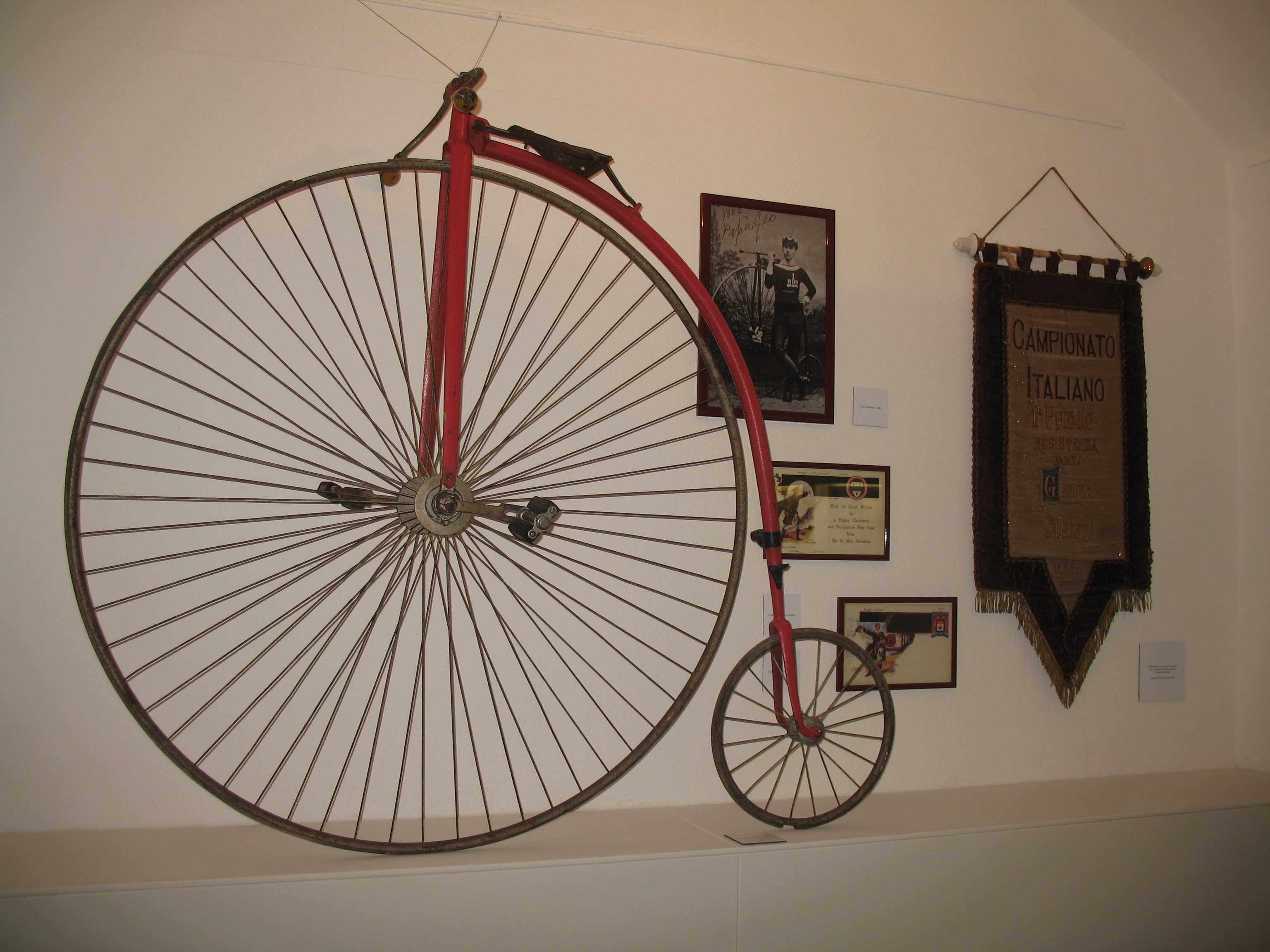
Hochrad, Urkunden und Meisterschaftswimpel von Geo Davidson im Museo della Storia del Genoa

George „Geo“ Davidson (* 6. September 1865 in Letham, Vereinigtes Königreich; † 21. Februar 1956 in Rapallo) war ein italienischer Radrennfahrer, Sportfunktionär, Pionier des italienischen Radsports und Fußballs sowie Unternehmer.

## Radsport-Laufbahn
Geo Davidson wurde in Schottland geboren und kam als Achtjähriger 1873 mit seiner Familie nach Genua. Er war ein vielseitiger Sportler und betrieb Radsport, Fechten und Leichtathletik in der Società Ligure Ginnastica Cristoforo Colombo, dem ältesten Sportverein Genuas, dessen Vorsitzender er auch war. 1886 wurde er auf dem Hochrad italienischer Meister im Straßenrennen. Davidson war von 1915 bis 1927 auch Präsident des italienischen Radsportverbandes Unione Velocipedistica Italiana und als solcher bei den Olympischen Spielen 1924 in Paris Mitglied des Wettkampfgerichtes.
In Rapallo, wo Davidson seine letzten Lebensjahre verbrachte, erinnert noch heute der Name des Radsportvereins Società Ciclistica Geo Davidson an ihn.

## Aktivitäten im Fußball
Von 1913 bis 1920 war Geo Davidson Präsident des Genoa Cricket & Football Clubs (CFC Genua), der von mehreren Briten 1893 gegründet worden war und als ältester noch existierender italienischer Fußballverein gilt. Spielort des Vereins war anfangs die Radrennbahn Velodromo delle Gavette, die der Società Ligure Ginnastica Cristoforo Colombo gehörte. Zielstrebig begann Davidson, die Infrastruktur sowie den Spielerkader des Vereins auszubauen; als Trainer war zuvor schon der Engländer William Garbutt verpflichtet worden.
Davidson warb Spieler anderer Vereine, wie etwa den Nationalspieler Renzo De Vecchi, verbotenerweise mit einem Handgeld ab. Dies kam heraus, weil zwei dieser Spieler – Aristodemo Santamaria und Enrico Sardi – von Davidson unterzeichnete Schecks bei einem Bankkassierer einlösten, der zum Konkurrenzverein SG Andrea Doria gehörte und den Vorfall meldete. Es kam zu einem Prozess vor dem italienischen Fußballverband Federazione Italiana Giuoco Calcio (FIGC), der jedoch mit einem Freispruch für Davidson und seinen Verein endete. Die beiden Spieler wurden für zwei Jahre gesperrt und mussten eine Geldstrafe zahlen; die Sperre wurde später auf die Hälfte reduziert. Dieses Urteil war eine richtungweisende Entscheidung: Sie wird als Beginn des professionellen Fußballs in Italien angesehen und in ihrer Tragweite mit der Bosman-Entscheidung aus dem Jahre 1995 verglichen.

## Villa Davidson und Asilo Infantile Adelina Davidson
Von 1909 bis 1910 ließ Davidson für seine Familie (Ehefrau Adelina und zwei Töchter) in Borgo Fornari von dem bekannten italienischen Architekten und Bildhauer Gino Coppedè eine Sommervilla im Jugendstil errichten, die als architektonisch bedeutsam gilt und heute noch in privatem Besitz ist.
Nicht weit entfernt von der Villa Davidson ließ die Familie annähernd zeitgleich einen Kindergarten errichten, der ursprünglich Asilo Regina Elena hieß. Architekt dieses Gebäudes war ebenfalls Gino Coppedè, der sich am Stil der Familienvilla orientierte. Während des Zweiten Weltkriegs diente das Gebäude als Generalquartier für die deutsche Wehrmacht. Später wurde der Kindergarten nach Geo Davidsons Gattin Adelina Davidson, die in der Kriegszeit verstarb, in Asilo Infantile Adelina Davidson umbenannt. Über der Eingangstür des Kindergartens befinden sich zwei Figurinen spielender Mädchen, welche Geo Davidsons Töchter Giorgina und Helen darstellen.
Schon 1904 hatte Coppedè auf dem britischen Teil des Monumentalfriedhofs Staglieno ein Grabmal, die Tomba Davidson, für die Familie geschaffen; dort liegt Geo Davidson auch beerdigt.